# Jouhenjärvi
Jouhenjärvi är en sjö i kommunen Nyslott i landskapet Södra Savolax i Finland. Sjön ligger 89,5 meter över havet. Den är 4,4 meter djup. Arean är 1,02 kvadratkilometer och strandlinjen är 8,98 kilometer lång. Sjön  ingår i Vuoksens huvudavrinningsområde.   Den ligger omkring 110 kilometer nordöst om S:t Michel och omkring 320 kilometer nordöst om Helsingfors.  